# Kärntner Radwegenetz

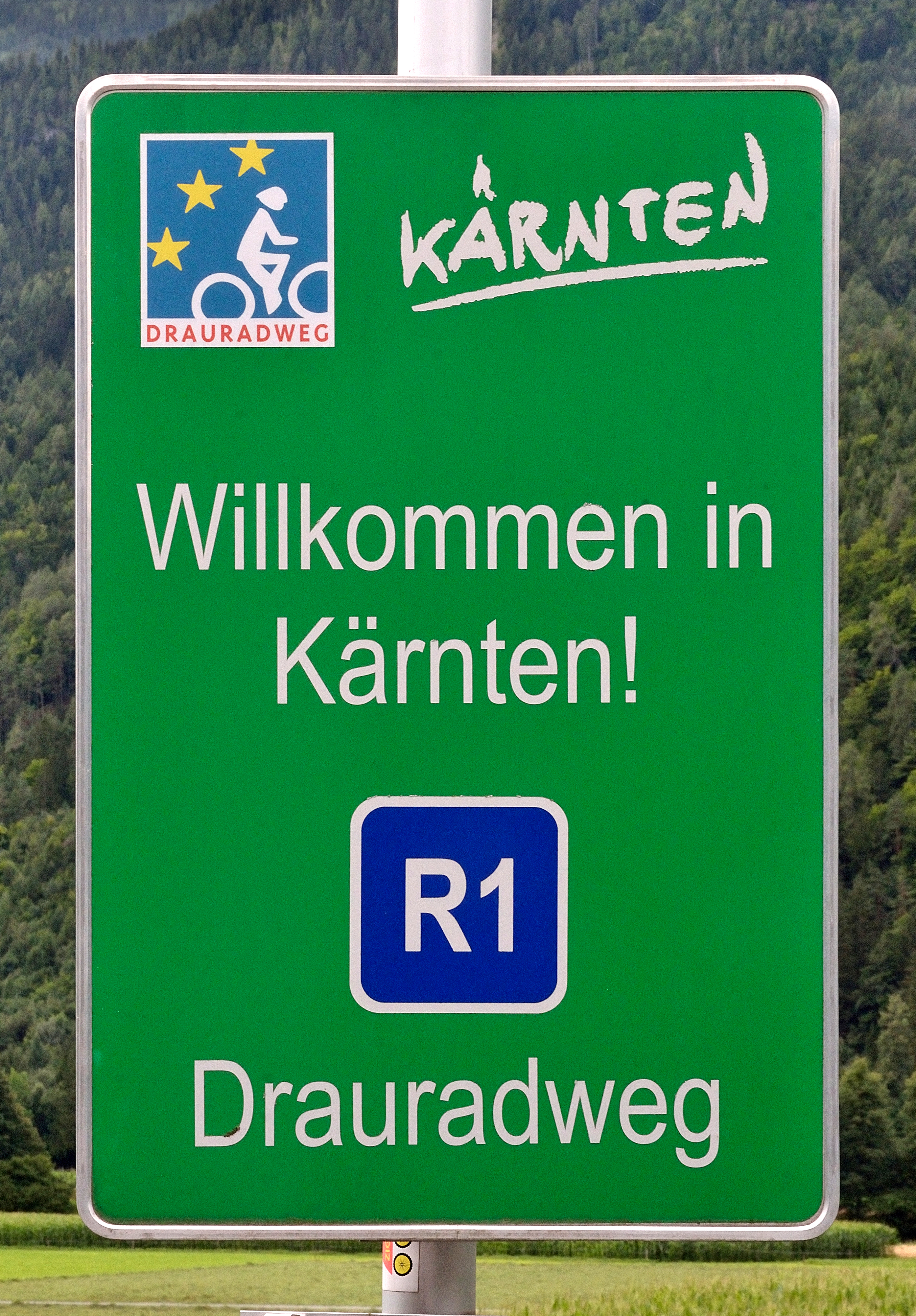
Oberdrauburg: Eintritt des Drauradweges nach Kärnten

Das Kärntner Radwegenetz besteht aus zehn überregionalen Radwanderwegen R1 – R10, die durch das Land Kärnten unterhalten werden. Für die meisten Radwege werden Varianten angeboten. Der mit 228 km längste und mit 9 Varianten R1a – R1H & RiK variantenreichste ist der Kärntner Teil des Drauradweges. Das Gesamtnetz hat eine Länge von 1.384 km.
Die Kosten des Netzes werden zu ⅔ vom Land getragen und zu ⅓ von den Gemeinden, in denen das Wegstück jeweils verläuft. Von ca. 1000 km, die 2014 bereits bestanden, waren 524 km neu errichtet worden, während 514 km auf bereits bestehenden Radwegen verliefen. Im Kleinen sind die Wege häufig in das Gemeindenetz eingebunden; im Großen können sie Teil von Fernradwegen sein. Beispielsweise betreut das Land nur den Kärntner Teil des Drauradweges, der von Südtirol bis Kroatien reicht, und der Alpe Adria Radweg bedient sich in Teilen des Glockner Radweges R8, des Drauradweges R1 und des Gailtal Radweges R3 sowie des Tarviser Radweges R3C.

## Belege
1. ↑  STATISTISCHES HANDBUCH des Landes Kärnten – Daten 2021. Amt der Kärntner Landesregierung, S. 97, abgerufen am 2. März 2023.
2. ↑  Überregionales Radwegenetz wird in Kärnten sehr gut angenommen - Land Kärnten. In: ktn.gv.at. Abgerufen am 2. März 2023.